# Афганці (Австралія)

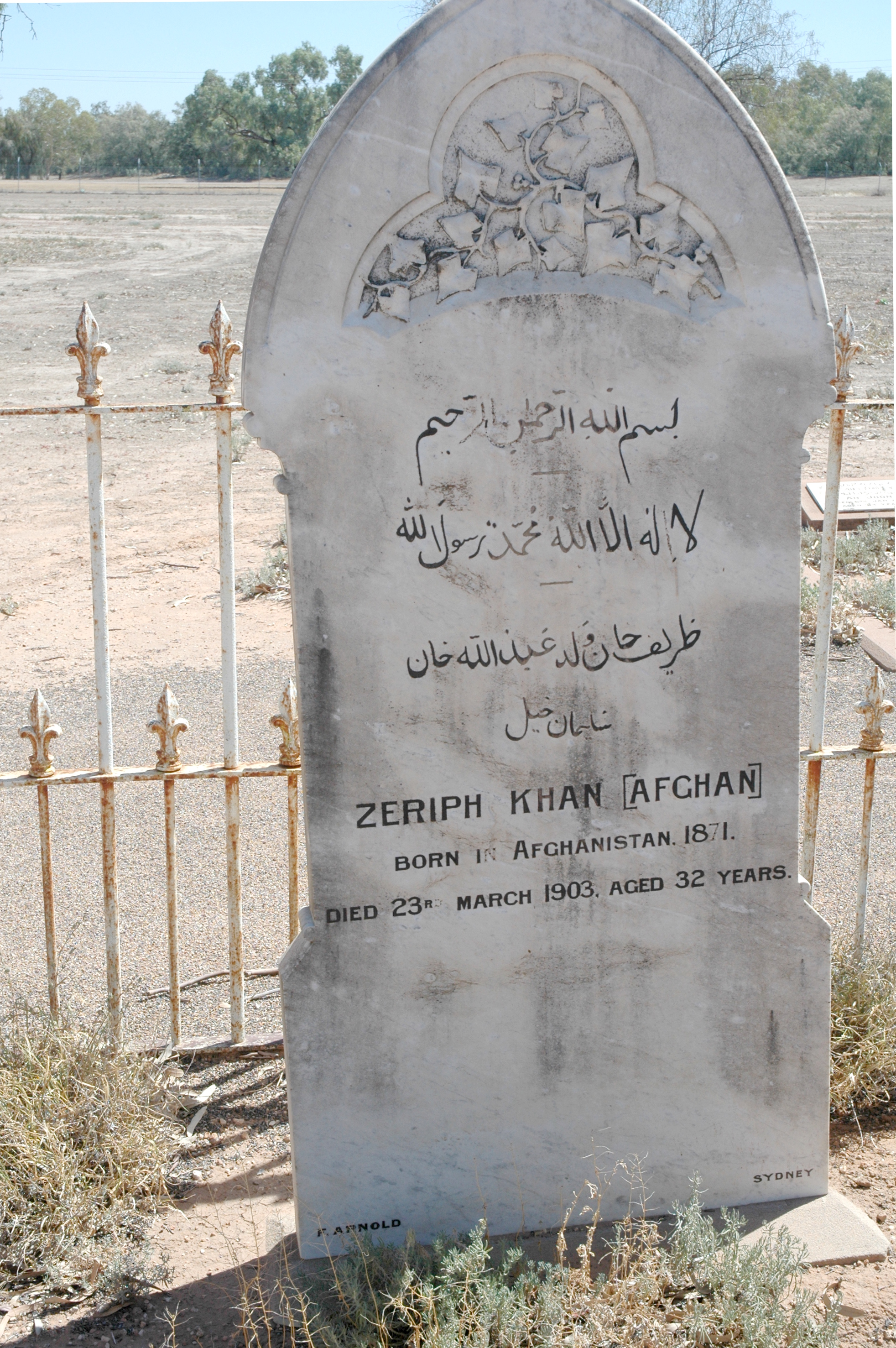
Пам'ятник на могилі афганця в Новому Південному Уельсі

Афганці (англ. Afghans) — погоничі верблюдів, які працювали в Австралії з 1860-х по 1930-і роки. Хоча їх і називали «афганцями», не всі вони були родом з Афганістану, деякі прибули з областей, на території яких розташований сучасний Пакистан. Афганці зіграли велику роль у поширенні мусульманської віри в Австралії.

## Історія
Перші афганці прибули до Мельбурна в червні 1860 року. 8 чоловіків та 24 верблюди прибули для експедиції Берка й Віллса. Верблюди були основним засобом пересування у віддалених районах Австралії (де клімат був занадто несприятливим для коней і інших в'ючних тварин), аж до широкого впровадження автомобілів. Хоча допомога афганців була високо оцінена керівниками експедиції, місцеві жителі до них погано ставилися через неприйняття їхньої релігії. Поїзд із Аделаїди в Дарвін відомий як Ган (названий так на згадку про афганців).
Хоча афганців приїхало в Австралію небагато (не більше 3000 чоловіків), вони зробили істотний внесок у розвиток Південної Австралії, але в історії держави їхня діяльність майже не згадується.